# قرار مجلس الأمن التابع للأمم المتحدة رقم 1740
قرار مجلس الأمن التابع للأمم المتحدة رقم 1740، المتخذ بالإجماع في 23 يناير 2007.

## القرار
إقراراً بالرغبة القوية لشعب نيبال في تحقيق السلام واستعادة الديمقراطية، والإشارة إلى طلب الحكومة النيبالية والحزب الشيوعي النيبالي (الماوي) مساعدة الأمم المتحدة في تنفيذ اتفاق السلام الشامل لعام 2006، أنشأ مجلس الأمن بعثة الأمم المتحدة في نيبال لمدة عام واحد، مع تفويضها بمراقبة وقف إطلاق النار والمساعدة في انتخاب جمعية تأسيسية.
ومن خلال اتخاذ القرار 1740 (2007) بالإجماع، كلف المجلس البعثة الجديدة أيضا بمراقبة إدارة الأسلحة والأفراد المسلحين لكلا الجانبين من خلال لجنة تنسيق رصد مشتركة.
وستقدم البعثة الجديدة الدعم التقني لتخطيط الانتخابات والتحضير لها وإجرائها وستوفر فريقًا صغيرًا من مراقبي الانتخابات لاستعراض جميع الجوانب الفنية للعملية الانتخابية وتقديم تقرير عن سير الانتخابات.
وأعرب المجلس أيضا عن اعتزامه إنهاء أو تمديد ولاية البعثة بناء على طلب الحكومة النيبالية، مع مراعاة توقع الأمين العام أن تكون البعثة مهمة مركزة محدودة المدة.

## روابط خارجية
- نص القرار في undocs.org